# Melodifestivalen 2002

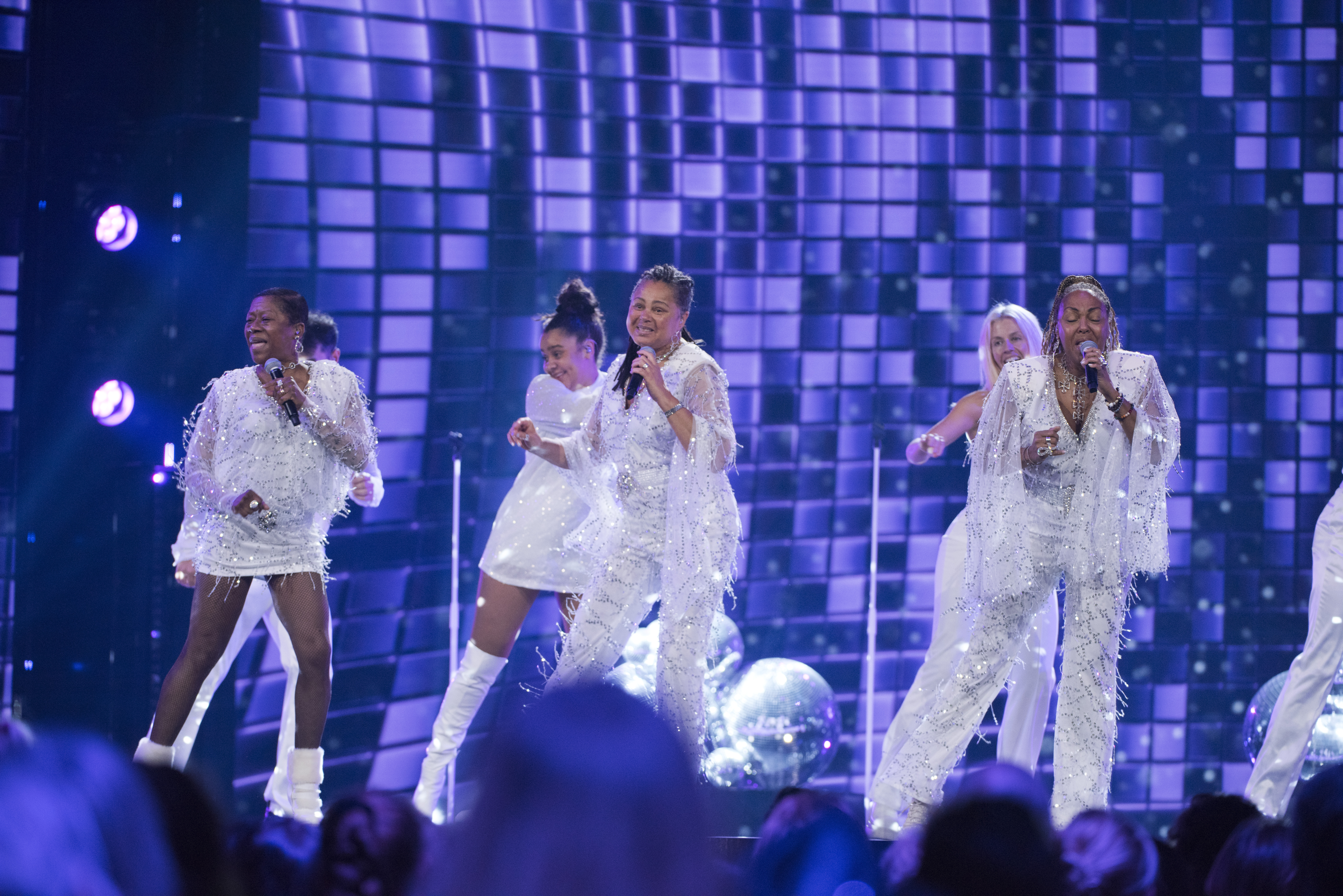
Afro-Dite vann Melodifestivalen 2002 med låten "Never Let It Go".

Melodifestivalen 2002 var den 42:a upplagan av Melodifestivalen tillika Sveriges uttagning till Eurovision Song Contest 2002, som detta år arrangerades i Tallinn, Estland. Tävlingen utgjordes av en turné bestående av fyra deltävlingar à åtta bidrag, uppsamlingsheatet Vinnarnas val och slutligen en final där vinnaren, ”Never Let It Go” med Afro-Dite, korades.

## Tävlingsupplägg

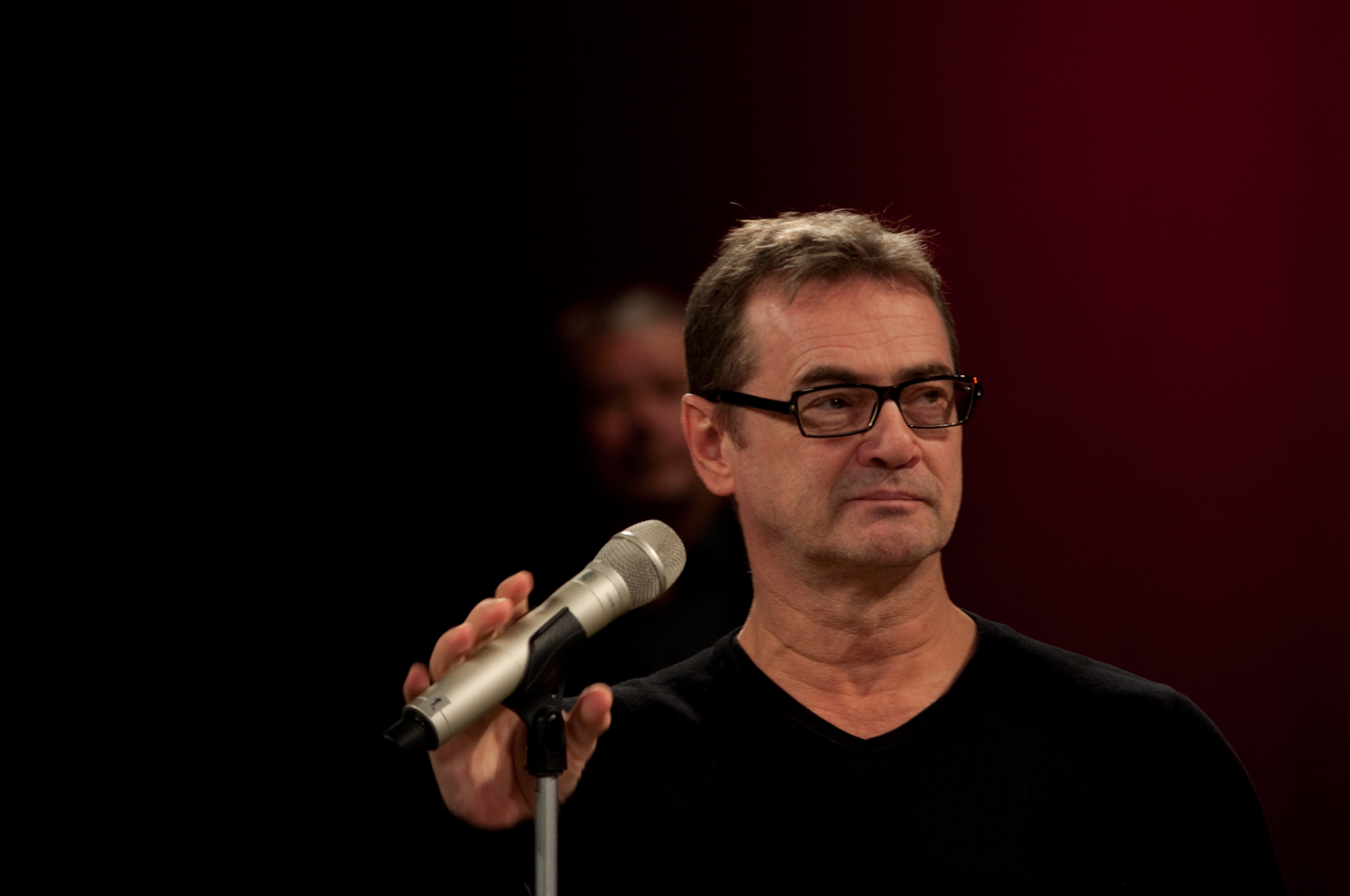
Christer Björkman, tidigare artist i tävlingen, tog över rollen som tävlingsproducent.

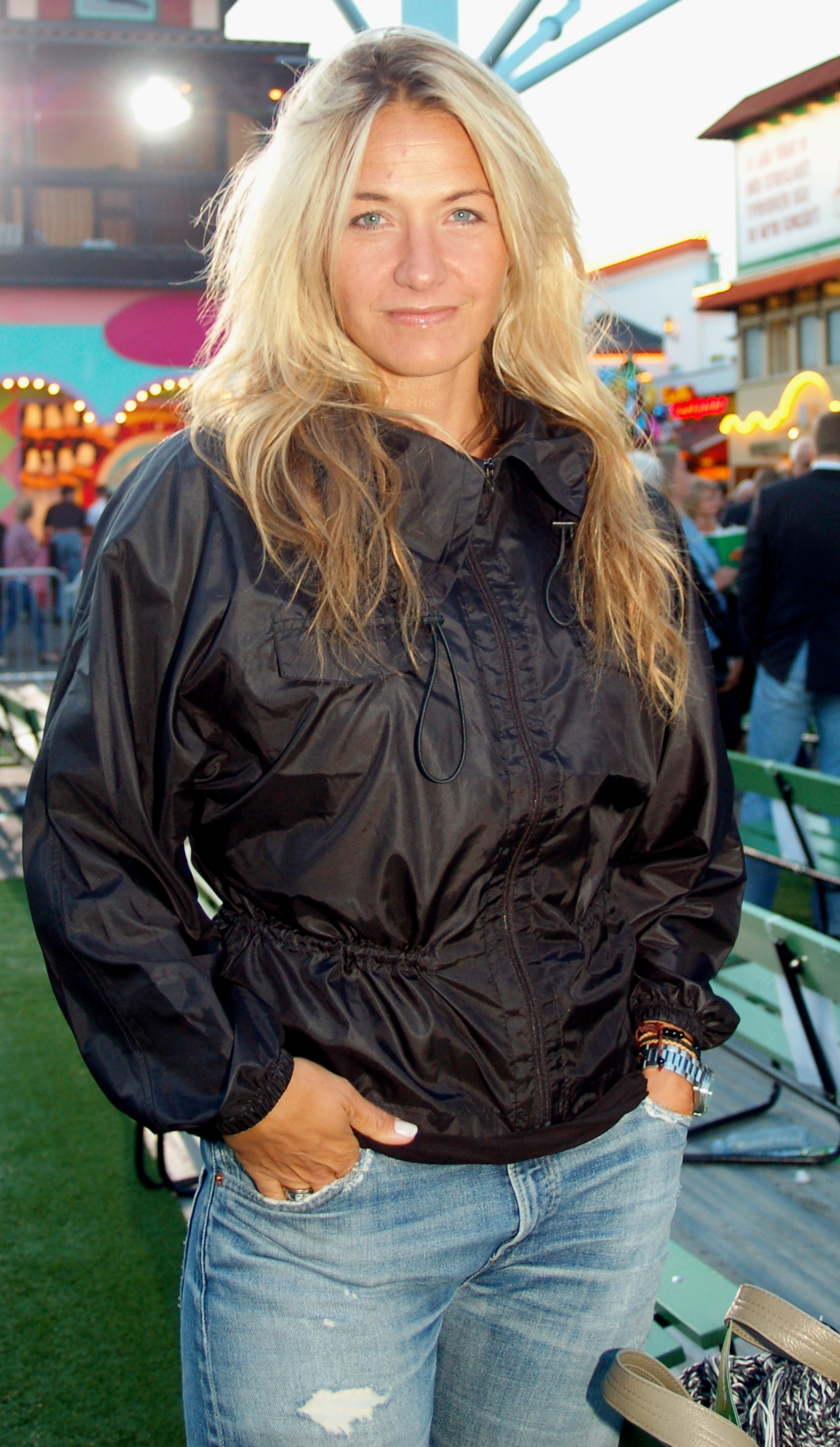
Kristin Kaspersen programledde samtliga program tillsammans med Claes Åkesson.

Sveriges Television lät för första gången sedan 1971 använda sig av ett format som utgjordes av deltävlingar, i vilka tittarna röstade fram finalisterna, innan en final arrangerades. De fem programmen sändes för första gången dessutom från olika orter; de fyra deltävlingarna från Växjö, Norrköping, Sundsvall och Falun, och finalen från Stockholm. Av rekordmånga 1 830 bidrag valde en urvalsjury, tillsatt av Sveriges Television med Christer Björkman och Svante Stockselius i spetsen som ny tävlingsproducent respektive exekutiv producent, med hjälp av Svenska musikförläggarföreningen, ut 32 tävlingsbidrag och fördelade dem jämnt över de fyra deltävlingarna. Varje deltävling avgjordes i två omgångar; i den första röstade tittarna vidare fyra bidrag som en andra gång fick framföras i sin helhet; i den andra röstade tittarna vidare de två bidrag med flest röster till final, varpå de två med tredje och fjärde flest skickades till uppsamlingsheatet Vinnarnas val. Totalt gick alltså 16 bidrag vidare från de fyra deltävlingarna, åtta till final och åtta till Vinnarnas val; de nionde och tionde finalplatserna utsågs i det sistnämnda uppsamlingsheatet av en jury bestående av tidigare vinnare. Finalen utgjordes sedermera av lika många bidrag som före införandet av turnéformatet. Likt tidigare år delade tittarna där makten med elva jurygrupper representerade av Sveriges Televisions elva regionala nyhetsregioner.

### Regelverk
I enlighet med Melodifestivalens regelverk, som anpassades något efter tävlingens nya format, skulle tävlande artister och bidrag förhålla sig till följande:
- Endast svenska medborgare, som var folkbokförda i Sverige hösten 2001, fick skicka in bidrag till tävlingen; undantaget var personer som under perioden 1 oktober 2001–2 mars 2002 var anställda av Sveriges Television.
- Låtarna som skickades in fick inte överstiga tre minuter, och fick inte ha varit publicerade tidigare; Sveriges Television beslutade i sin tur när tävlingsbidragen fick släppas.
- Sveriges Television hade full beslutsrätt i att välja artist(er) till samtliga bidrag, varför de(n) som sjöng på respektive låts demoversion skulle vara beredda på att framföra bidraget i tävlingen.
- Inskickade bidrag fick för första gången framföras på valfritt språk; i samband med inskickning skulle noter och en svensk text, till låtar som inte sjöngs på svenska eller engelska, bifogas.
- Maximalt sex personer, fyllda 16 år dagen då Eurovision Song Contest skulle komma att arrangeras, fick medverka i scennumret.
- Alla sånginsatser, inklusive körsång, skulle göras live, även om musiken låg förinspelad på band.
- Sveriges Television hade, om så önskades, rätt att välja en annan artist till det vinnande bidraget som då istället skulle representera Sverige i Eurovision Song Contest.
- Sveriges Television hade rätt att när som helst diskvalificera bidrag.

## Datum och händelser
- Senast den 8 oktober 2001 skulle bidragen till tävlingen vara inskickade eller poststämplade hos Sveriges Television.
- Den 22 oktober 2001 presenterades tävlingens nya upplägg och de städer som skulle komma att besökas under turnén.[11] Samma dag presterades även antalet bidrag som inkommit till tävlingen, 1 830 stycken.[1] Dessutom släpptes biljetterna till deltävlingarna och finalen. Förbokningar kunde dock ske redan från den 15 oktober samma år.
- Den 31 oktober 2001 presenterade Sveriges Television de 32 bidragens titlar och upphovsmän.[12]
- Den 9 november 2001 lottades startordningen för Eurovision Song Contest 2002.[13] Sverige lottades till startnummer 12, efter Schweiz och före Finland.
- Den 5 december 2001 diskvalificerades bidraget "Ett vackert par" och ersattes av "Sista andetaget".[14]
- Den 10 december 2001 presenterades artisterna till de 32 bidragen.[15] Samma dag presenterade Sveriges Television Kristin Kaspersen och Claes Åkeson som tävlingens programledare.[16]

### Turnéplan
- Lördagen den 19 januari 2002 – Deltävling 1, Tipshallen, Växjö.
- Lördagen den 26 januari 2002 – Deltävling 2, Himmelstalundshallen, Norrköping.
- Lördagen den 2 februari 2002 – Deltävling 3, Nordichallen, Sundsvall.
- Fredagen den 8 februari 2002 – Deltävling 4, Lugnet, Falun.
- Fredagen den 22 februari 2002 – Vinnarnas val, Stockholm.
- Fredagen den 1 mars 2002 – Final, Globen, Stockholm.

## Deltävlingarna
| Återkommande artister                                      | Återkommande artister                                                                                               | Återkommande artister |
| Artist                                                     | Tidigare år (plac.)                                                                                                 | Tidigare år (plac.)   |
| Artist                                                     | Mel. | ESC                   |
| ---------------------------------------------------------- | --- | --------------------- |
| Ann-Louise Hanson                                          | 1963 (oplac., oplac.) 1966 (4:a) 1967 (7:a, 10:a) 1969 (4:a) 1973 (4:a) 1974 (8:a) 1975 (6:a) 1982 (5:a) 1983 (5:a) | –                     |
| Arvingarna                                                 | 1993 (1:a) 1995 (6:a) 1999 (3:a)                                                                                    | 1993 (7:a)            |
| Barbados                                                   | 2000 (2:a) 2001 (2:a)                                                                                               | –                     |
| Date                                                       | 2001 (6:a) | –                     |
| Elisabeth Andreassen                                       | 1981 (2:a) 1982 (1:a) 1984 (6:a) 1990 (7:a)                                                                         | 1982 (8:a) 1985 (1:a) |
| Friends                                                    | 2000 (2:a) 2001 (1:a)                                                                                               | 2001 (5:a)            |
| Gladys del Pilar                                           | 1994 (2:a) | –                     |
| Hanna Hedlund                                              | 2000 (8:a) | –                     |
| Jan Johansen                                               | 1995 (1:a) 2001 (4:a)                                                                                               | 1995 (3:a)            |
| Javiera                                                    | 2000 (4:a) | –                     |
| Kikki Danielsson                                           | 1978 (2:a) 1980 (4:a) 1981 (2:a) 1982 (1:a) 1983 (2:a), 1985 (1:a), 1992 (4:a)                                      | 1982 (8:a) 1985 (3:a) |
| Kina Jaarnek                                               | 1994 (6:a) | –                     |
| Lotta Engberg                                              | 1984 (2:a) 1987 (1:a) 1988 (3:a) 1990 (8:a) 1996 (3:a)                                                              | 1987 (12:a)           |
| Martin Svensson                                            | 1999 (4:a) | –                     |
| Sylvia Vrethammar                                          | 1971 (oplac.) 1972 (10:a) 1974 (6:a)                                                                                | –                     |
| Tom Nordahl                                                | 2000 (9:a) | –                     |
| Tove Jaarnek                                               | 1991 (2:a) | –                     |
| 1. 2. 3. 4. 5. 6. 7. 8. 9. 10. 11. 12. 13. 14. 15. 16. 17. | |                       |

Deltävlingarna direktsändes i SVT1 varje lördag klockan 20.00–21.30, med undantag för den fjärde deltävlingen som med anledning av Sveriges Televisions sändningar kring de Olympiska vinterspelen i Salt Lake City sändes en fredag. Tittarna avgjorde på egen hand resultatet i två omgångar; bidragen med flest respektive näst flest röster gick efter den andra röstningsomgången vidare direkt till final, medan bidragen med tredje respektive fjärde flest röster gick vidare till uppsamlingsheatet Vinnarnas val. De fyra lägst placerade bidragen gallrades bort av tittarna redan efter första omgången, varpå räkneverken nollställdes för kvarvarande inför omgång två.
Tittarna kunde rösta genom att ringa 0718-321 0X, där X var bidragets startnummer, för 9,90 kronor per samtal; 8,50 kronor gick till Radiohjälpen. Bidragen som gick vidare till röstningsomgång två behöll sina respektive startnummer. Hur många röster varje bidrag fick redovisades först efter turnéns slut, eftersom Sveriges Television inte ville påverka tittarna inför finalen. Däremot offentliggjordes direkt efter varje program placeringarna för de bidrag som slogs ut och gick till Vinnarnas val.
Bidraget "Ett vackert par", skrivet av Py Bäckman och Micke Wennborn, skulle ha framförts av Nanne Grönvall och Nick Borgen, men diskvalificerades drygt en månad innan tävlingen eftersom dansbandet Grönwalls, ovetandes om att den hade valts ut till att tävla, hade framfört låten i radio innan tävlingen. Bidraget "Sista andetaget", framfört av Jan Johansen, ersatte den diskvalificerade låten. Johansen skulle även år 2020 komma att hoppa in som ersättare, då på bidraget "Miraklernas tid" som ursprungligen skulle ha framförts av Thorsten Flinck.

### Deltävling 1: Växjö
Deltävlingen sändes från Tipshallen i Växjö lördagen den 19 januari 2002.

#### Startfält
Bidragen presenteras nedan i startordning.
| Nr | Artist/grupp           | Melodi                      | Upphovsmän (text & musik)                                                                           |
| -- | ---------------------- | --------------------------- | --------------------------------------------------------------------------------------------------- |
| 1  | Excellence             | Last To Know                | Brian Hobbs (tm), Daniel Eklund (tm)                                                                |
| 2  | Tom Nordahl            | Blue as Her Angel Eyes      | Micke Wennborn (m), Py Bäckman (t)                                                                  |
| 3  | Barbados               | Världen utanför             | Calle Kindbom (tm), Thomas G:son (tm)                                                               |
| 4  | Camilla Lindén         | Du har rört vid min själ    | Claes-Göran Bjerdin (m), Tommy Eriksson (tm)                                                        |
| 5  | Brandsta City Släckers | Kom och ta mig              | Larry Forsberg (tm), Lennart Wastesson (tm), Sven-Inge Sjöberg (tm)                                 |
| 6  | Zoë                    | Hollywood-Do                | Sofia Geiryd (tm), Stefan Olsson (m)                                                                |
| 7  | Richard Sköld          | En värld som alltid brinner | Erik Appelros (tm), Istvan Steneberg (tm), Richard Sköld (tm)                                       |
| 8  | Méndez                 | Adrenaline                  | Leopoldo Méndez (tm), Pablo Cepeda (tm), Patrik Henzel (tm), Rasmus Lindwall (tm), Robert Wåtz (tm) |

#### Resultat
| Nr | Melodi                      | Antal röster | Antal röster | Plac. | Anm.          |
| Nr | Melodi                      | Omgång 1     | Omgång 2     | Plac. | Anm.          |
| -- | --------------------------- | ------------ | ------------ | ----- | ------------- |
| 1  | Last To Know                | 16 928       | 23 081       | 4     | Vinnarnas val |
| 2  | Blue as Her Angel Eyes      | 4 137        | —            | 7     | Utslagen      |
| 3  | Världen utanför             | 44 899       | 52 309       | 3     | Vinnarnas val |
| 4  | Du har rört vid min själ    | 15 549       | —            | 5     | Utslagen      |
| 5  | Kom och ta mig              | 59 007       | 71 194       | 1     | Till final    |
| 6  | Hollywood-Do                | 12 733       | —            | 6     | Utslagen      |
| 7  | En värld som alltid brinner | 3 352        | —            | 8     | Utslagen      |
| 8  | Adrenaline                  | 45 731       | 52 632       | 2     | Till final    |

#### Siffror
- Antal TV-tittare: 2 653 000 tittare[19]
- Antal telefonröster: 403 993 röster[20]
- Summa pengar insamlad till Radiohjälpen: 3 425 441 kronor[20]

### Deltävling 2: Norrköping
Deltävlingen sändes från Himmelstalundshallen i Norrköping lördagen den 26 januari 2002.

#### Startfält
Bidragen presenteras nedan i startordning.
| Nr | Artist/grupp               | Melodi                        | Upphovsmän (text & musik)                                  |
| -- | -------------------------- | ----------------------------- | ---------------------------------------------------------- |
| 1  | Poets                      | What Difference Does It Make? | Thomas G:son (tm)                                          |
| 2  | Jennifer Newberry          | Ingenting ingenting           | Joakim Björklund (tm), Jonas Sällberg (tm), Tony Malm (tm) |
| 3  | Javiera                    | No hay nada más               | Javiera Muñoz (tm), Lars Diedricson (tm), Marcos Ubeda (t) |
| 4  | Martin                     | Du och jag (i hela världen)   | Martin Svensson (tm)                                       |
| 5  | Ann-Louise & Molle         | Sluta!                        | Anders Nyman (m), Robin Rex (tm), Tobias Karlsson (m)      |
| 6  | Jakob Stadell & Voice Boys | Ge mig mitt hjärta tillbaka   | Lars Karlsson (m), Suzzie Tapper (t)                       |
| 7  | Afro-Dite                  | Never Let It Go               | Marcos Ubeda (tm)                                          |
| 8  | Annika Ljungberg           | Sail Away                     | Johan Ramström (tm), Patrik Magnusson (tm)                 |

#### Resultat
| Nr | Melodi                        | Antal röster | Antal röster | Plac. | Anm.          |
| Nr | Melodi                        | Omgång 1     | Omgång 2     | Plac. | Anm.          |
| -- | ----------------------------- | ------------ | ------------ | ----- | ------------- |
| 1  | What Difference Does It Make? | 22 232       | 28 560       | 3     | Vinnarnas val |
| 2  | Ingenting ingenting           | 2 360        | —            | 8     | Utslagen      |
| 3  | No hay nada más               | 25 023       | 31 915       | 2     | Till final    |
| 4  | Du och jag (i hela världen)   | 5 787        | —            | 7     | Utslagen      |
| 5  | Sluta!                        | 9 227        | —            | 6     | Utslagen      |
| 6  | Ge mig mitt hjärta tillbaka   | 13 604       | —            | 5     | Utslagen      |
| 7  | Never Let It Go               | 56 029       | 89 487       | 1     | Till final    |
| 8  | Sail Away                     | 13 907       | 12 596       | 4     | Vinnarnas val |

#### Siffror
- Antal TV-tittare: 2 318 000 tittare[19]
- Antal telefonröster: 311 381 röster[21]
- Summa pengar insamlad till Radiohjälpen: 2 646 739 kronor[21]

### Deltävling 3: Sundsvall
Deltävlingen sändes från Nordichallen i Sundsvall lördagen den 2 februari 2002.

#### Startfält
Bidragen presenteras nedan i startordning.
| Nr | Artist/grupp      | Melodi                    | Upphovsmän (text & musik)                                           |
| -- | ----------------- | ------------------------- | ------------------------------------------------------------------- |
| 1  | Tove Jaarnek      | Back Again                | Kjell-Åke Norén (tm), Tove Jaarnek (tm)                             |
| 2  | Date              | Det innersta rummet       | Johnny Thunqvist (m), Patrik Tibell (t)                             |
| 3  | Linda Grip        | You're the Best Thing     | Linda Grip (tm), Marcus Black (tm)                                  |
| 4  | Arvingarna        | Ingenting är större än vi | Thomas G:son (tm)                                                   |
| 5  | Östen med Resten  | Hon kommer med solsken    | Larry Forsberg (tm), Lennart Wastesson (tm), Sven-Inge Sjöberg (tm) |
| 6  | Rolf Carlsson     | Tidig är tiden            | Markku Reingold (t), Rolf Carlsson (m)                              |
| 7  | Sylvia Vrethammar | Hon är en annan nu        | Dan Hylander (tm), Tomas Enochsson (m)                              |
| 8  | Hanna & Lina      | Big Time Party            | Lotta Ahlin (tm), Tommy Lydell (tm)                                 |

#### Resultat
| Nr | Melodi                    | Antal röster | Antal röster | Plac. | Anm.          |
| Nr | Melodi                    | Omgång 1     | Omgång 2     | Plac. | Anm.          |
| -- | ------------------------- | ------------ | ------------ | ----- | ------------- |
| 1  | Back Again                | 9 053        | —            | 7     | Utslagen      |
| 2  | Det innersta rummet       | 14 127       | 17 674       | 4     | Vinnarnas val |
| 3  | You're the Best Thing     | 2 679        | —            | 8     | Utslagen      |
| 4  | Ingenting är större än vi | 10 186       | —            | 6     | Utslagen      |
| 5  | Hon kommer med solsken    | 33 570       | 46 553       | 1     | Till final    |
| 6  | Tidig är tiden            | 11 000       | 19 104       | 3     | Vinnarnas val |
| 7  | Hon är en annan nu        | 10 251       | —            | 5     | Utslagen      |
| 8  | Big Time Party            | 21 821       | 23 093       | 2     | Till final    |

#### Siffror
- Antal TV-tittare: 2 188 000 tittare[19]
- Antal telefonröster: 219 474 röster[22]
- Summa pengar insamland till Radiohjälpen: 1 865 529 kronor[22]

### Deltävling 4: Falun
Deltävlingen sändes från Lugnet i Falun fredagen den 8 februari 2002.

#### Startfält
Bidragen presenteras nedan i startordning.
| Nr | Artist/grupp          | Melodi                   | Upphovsmän (text & musik)                                      |
| -- | --------------------- | ------------------------ | -------------------------------------------------------------- |
| 1  | Kina Jaarnek          | Son of a Liar            | Marcos Ubeda (tm)                                              |
| 2  | Solo                  | Ge mig himlen för en dag | Jonas Ohlson (m), Niclas Eriksson (m), Ulf Georgsson (t)       |
| 3  | Niklas Andersson      | I Want You               | Micke Wedberg (tm), Svante Persson (tm)                        |
| 4  | Friends               | The One that You Need    | Henrik Sethsson (tm), Pontus Assarsson (tm)                    |
| 5  | The Honeydrops        | It Takes 2               | Malin von Gerber (tm), Mats Hedström (tm), Zarah Hedström (tm) |
| 6  | Kikki, Bettan & Lotta | Vem é dé du vill ha      | Calle Kindbom (tm), Thomas G:son (tm)                          |
| 7  | Jan Johansen          | Sista andetaget          | Dan Attlerud (tm), Thomas Thörnholm (tm)                       |
| 8  | Fredrik Wännman       | Vackrare nu              | Fredrik Wännman (tm)                                           |

#### Resultat
| Nr | Melodi                   | Antal röster | Antal röster | Plac. | Anm.          |
| Nr | Melodi                   | Omgång 1     | Omgång 2     | Plac. | Anm.          |
| -- | ------------------------ | ------------ | ------------ | ----- | ------------- |
| 1  | Son of a Liar            | 14 186       | 25 578       | 4     | Vinnarnas val |
| 2  | Ge mig himlen för en dag | 9 447        | —            | 7     | Utslagen      |
| 3  | I Want You               | 8 354        | —            | 8     | Utslagen      |
| 4  | The One that You Need    | 24 584       | 40 188       | 2     | Till final    |
| 5  | It Takes 2               | 10 277       | —            | 6     | Utslagen      |
| 6  | Vem é dé du vill ha      | 69 514       | 66 048       | 1     | Till final    |
| 7  | Sista andetaget          | 23 201       | 29 140       | 3     | Vinnarnas val |
| 8  | Vackrare nu              | 11 214       | —            | 5     | Utslagen      |

#### Siffror
- Antal TV-tittare: 2 971 000 tittare[19]
- Antal telefonröster: 332 500 röster[23]
- Summa pengar insamlad till Radiohjälpen: 2 826 250 kronor[23]

## Vinnarnas val: Stockholm
Vinnarnas val sändes från TV-huset i Stockholm fredagen den 22 februari 2002. Likt den fjärde deltävlingen sändes programmet en fredag med anledning av Sveriges Televisions sändningar kring de Olympiska vinterspelen. Dessa tvingade även programmet att förläggas först två veckor efter deltävling fyra, en vecka senare än planerat.

### Upplägg
I uppsamlingsheatet tävlade de bidrag som hade placerat sig på tredje och fjärde plats i deltävlingarna. Inramningen av programmet bestod i att varje bidrags deltävlingsframträdande spelades upp, varpå en jury, bestående av tidigare vinnare, förde en allmän diskussion kring bidragen i samband med dess uppspelning. Denna jury avgjorde, till skillnad från i deltävlingarna där tittarna stod för makten, resultatet genom att enskilt rangordna bidragen från första till åttonde plats; de två bidragen med lägst snittplacering blev sedermera de som fick de två resterande finalbliljetterna.

#### Juryn
Nedan listas juryns medlemmar, som med undantag för ordförande Anders Berglund, tidigare kapellmästare vid tävlingen, enbart bestod av tidigare vinnare. Tidigare tävlingsår anges inom parentes, varav vinstår i fetstil.
- Anders Berglund
- Charlotte Nilsson (1999).
- Claes af Geijerstam (1973).
- Jill Johnson (1998).
- Lasse Holm (1978, 1980, 1981, 1986).
- Nanne Grönvall (1986, 1987, 1996, 1998)
- Roger Pontare (1994, 1999, 2000)
- Siw Malmkvist (1959, 1961, 1988)
- Svante Thuresson (1966, 1967, 1968, 1969, 1977)
- Tommy Nilsson (1989)

#### Resultat
Bidragen presenteras nedan i den ordning de spelades upp under programmet.
Juryn utsåg Barbados och Jan Johansen till årets sista finalister.
| Deltävl.            | Melodi                       | Plac.    | Anm.       |
| ------------------- | ---------------------------- | -------- | ---------- |
| 1                   | Världen utanför              | 1 / 2    | Till final |
| Last To Know        | 7                            | Utslagen |            |
| 2                   | What Difference Does It Make | 5        | Utslagen   |
| Sail Away           | 3                            | Utslagen |            |
| 3                   | Tidig är tiden               | 8        | Utslagen   |
| Det innersta rummet | 6                            | Utslagen |            |
| 4                   | Sista andetaget              | 1 / 2    | Till final |
| Son of a Liar       | 4                            | Utslagen |            |

#### Siffror
- Antal TV-tittare: 2 037 000 tittare[19]

## Finalen: Stockholm

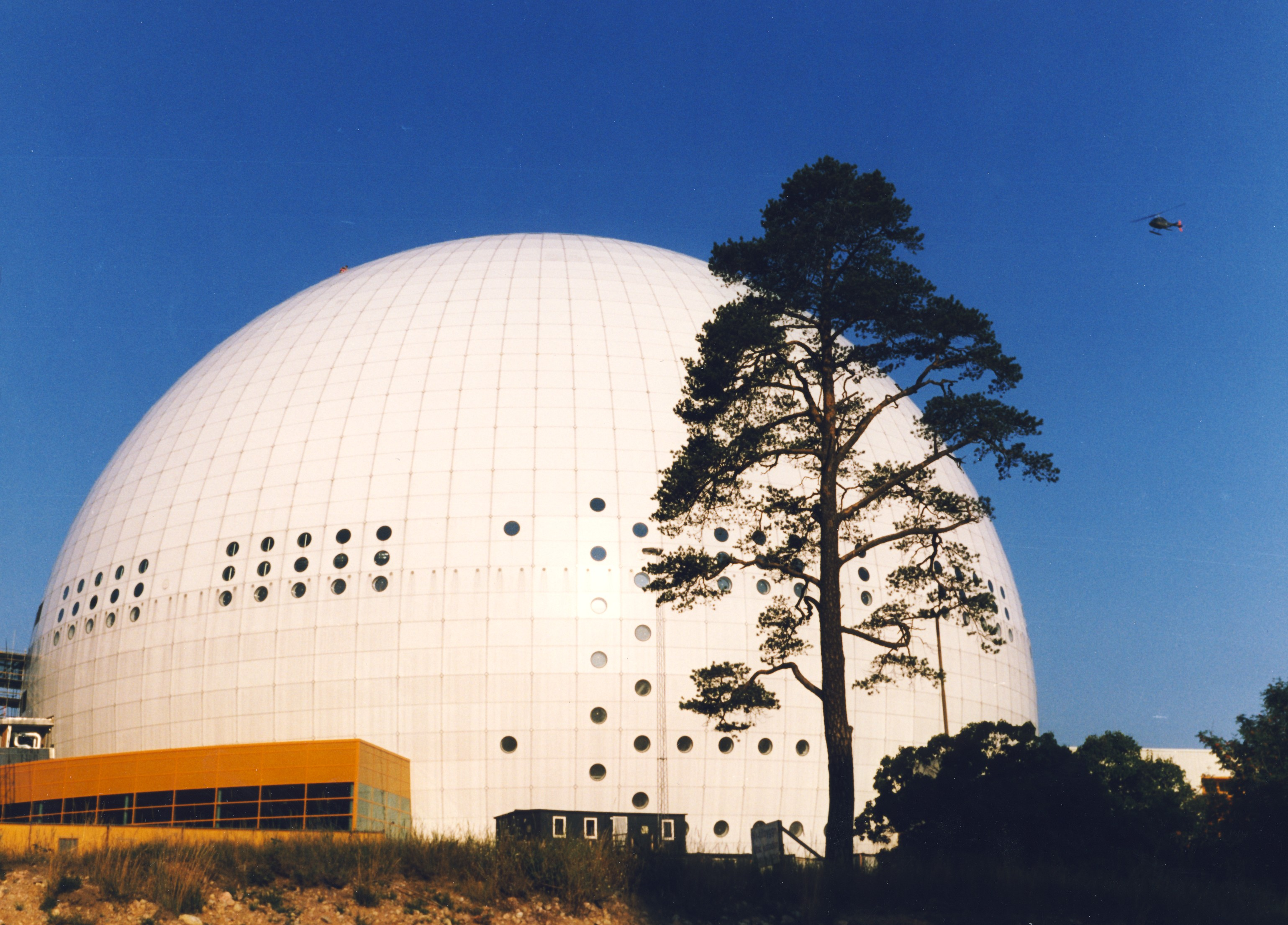
Globen blev för andra gången i festivalens historia spelplatsen för finalen. Den hade tidigare använts år 1989, samt 2000 då Sverige arrangerade Eurovision Song Contest.

Finalen sändes från Globen i Stockholm fredagen den 1 mars 2002 klockan 20:00–22:00 direkt i SVT1. Av de tio finalisterna hade åtta kvalificerat sig direkt från sina respektive deltävlingar, och två från uppsamlingsheatet Vinnarnas val.
Resultatet avgjordes likt tidigare år i form av kombinerad jury- och telefonröstning. Tittarna kunde fram till att de elva jurygrupperna började avlägga sina poäng ringa och rösta på 0718-321 XX, där XX avsåg bidragets startnummer, för 9,90 kronor per samtal; 8,50 kronor gick till Radiohjälpen. Varje jurygrupp representerades av ett regionalt nyhetsdistrikt och avlade poängen 1, 2, 4, 6, 8, 10 och 12; totalt 473 poäng. Tittarnas poäng blev multiplar av elva; 11, 22, 44, 66, 88, 110 och 132 poäng till de sju bidrag som fick flest röster i tittaromröstningen.

### Startfält
Bidragen listas nedan i startordning.
| Nr | Artist/grupp           | Melodi                 | Upphovsmän (text & musik)                                                                           | Deltävl.  |
| -- | ---------------------- | ---------------------- | --------------------------------------------------------------------------------------------------- | --------- |
| 1  | Afro-Dite              | Never Let It Go        | Marcos Ubeda (tm)                                                                                   | 2         |
| 2  | Brandsta City Släckers | Kom och ta mig         | Larry Forsberg (tm), Lennart Wastesson (tm), Sven-Inge Sjöberg (tm)                                 | 1         |
| 3  | Javiera                | No hay nada más        | Javiera Muñoz (tm), Lars Diedricson (tm), Marcos Ubeda (t)                                          | 2         |
| 4  | Barbados               | Världen utanför        | Calle Kindbom (tm), Thomas G:son (tm)                                                               | 1 + V. V. |
| 5  | Hanna & Lina           | Big Time Party         | Lotta Ahlin (tm), Tommy Lydell (tm)                                                                 | 3         |
| 6  | Östen med Resten       | Hon kommer med solsken | Larry Forsberg (tm), Lennart Wastesson (tm), Sven-Inge Sjöberg (tm)                                 | 3         |
| 7  | Friends                | The One that You Need  | Henrik Sethsson (tm), Pontus Assarsson (tm)                                                         | 4         |
| 8  | Kikki, Bettan & Lotta  | Vem é dé du vill ha    | Calle Kindbom (tm), Thomas G:son (tm)                                                               | 4         |
| 9  | Jan Johansen           | Sista andetaget        | Dan Attlerud (tm), Thomas Thörnholm (tm)                                                            | 4 + V. V. |
| 10 | Méndez                 | Adrenaline             | Leopoldo Méndez (tm), Pablo Cepeda (tm), Patrik Henzel (tm), Rasmus Lindwall (tm), Robert Wåtz (tm) | 1         |

#### Resultat
| Nr | Melodi                 | Juryomröstningen | Juryomröstningen | Juryomröstningen | Juryomröstningen | Juryomröstningen | Juryomröstningen | Juryomröstningen | Juryomröstningen | Juryomröstningen | Juryomröstningen | Juryomröstningen | Juryomröstningen | Tittaromröstningen | Tittaromröstningen | Summa | Plac. |
| Nr | Melodi                 | Lå               | Uå               | Sl               | Fn               | Kd               | Öo               | Ng               | Gg               | Vö               | Mö               | Sm               | Poäng            | Antal röster       | Poäng              | Summa | Plac. |
| -- | ---------------------- | ---------------- | ---------------- | ---------------- | ---------------- | ---------------- | ---------------- | ---------------- | ---------------- | ---------------- | ---------------- | ---------------- | ---------------- | ------------------ | ------------------ | ----- | ----- |
| 1  | Never Let It Go        | 12               | 8                | 6                | 12               | 12               | 12               | 12               | 12               | 8                | 10               | 12               | 116              | 162 612            | 132                | 248   | 1     |
| 2  | Kom och ta mig         | —                | —                | —                | —                | —                | —                | —                | —                | —                | —                | —                | 0                | 147 700            | 88                 | 88    | 5     |
| 3  | No hay nada más        | 8                | —                | 2                | 1                | 4                | 10               | 10               | 10               | 10               | 12               | 4                | 71               | 39 978             | —                  | 71    | 6     |
| 4  | Världen utanför        | —                | 12               | —                | —                | 8                | 6                | 8                | —                | 6                | —                | 6                | 46               | 94 770             | 44                 | 90    | 4     |
| 5  | Big Time Party         | 10               | 6                | 10               | 2                | 2                | —                | 1                | 6                | 2                | 4                | —                | 43               | 19 226             | —                  | 43    | 9     |
| 6  | Hon kommer med solsken | 4                | —                | 4                | —                | 1                | 1                | —                | —                | —                | —                | 1                | 11               | 59 149             | 22                 | 33    | 10    |
| 7  | The One that You Need  | 6                | 10               | 1                | 6                | —                | 8                | 4                | 8                | —                | 1                | 2                | 46               | 58 634             | —                  | 46    | 8     |
| 8  | Vem é dé du vill ha    | —                | 4                | —                | 10               | —                | —                | —                | 2                | 4                | 6                | 8                | 34               | 136 175            | 66                 | 100   | 3     |
| 9  | Sista andetaget        | 1                | 2                | 8                | 8                | 6                | 2                | 2                | 1                | 12               | 2                | 10               | 54               | 58 668             | 11                 | 65    | 7     |
| 10 | Adrenaline             | 2                | 1                | 12               | 4                | 10               | 4                | 6                | 4                | 1                | 8                | —                | 52               | 149 406            | 110                | 162   | 2     |

#### Siffror
- Antal TV-tittare: 3 720 000 tittare[19]
- Antal telefonröster: 926 318 röster (röstningsrekord för en final)[26]
- Summa pengar insamlad till Radiohjälpen: ≈7 800 000 kronor[26]

Total statistik för hela turnén:
- Genomsnittligt antal TV-tittare per program: 2 648 000 tittare
- Totalt antal telefonröster: 2 193 666 röster
- Total summa pengar insamlad till Radiohjälpen: ≈18 563 959 kronor

### Juryuppläsare
Juryuppläsarna satt på plats i Globen när de läste upp rösterna.
- Luleå: Bobbo Nordenskiöld
- Umeå: Micke Leijnegard
- Sundsvall: Linda Olofsson
- Falun: Mia Norin
- Karlstad: Staffan Lindström
- Örebro: Ernst Kirchsteiger
- Norrköping: Joachim Vogel
- Göteborg: Sara Wennerblom
- Växjö: Josefine Sundström
- Malmö: Emma Kronqvist
- Stockholm: Anders Lundin

### Fotnoter
1. 1 2 3  ”Antalet bidrag till Melodifestivalen 2002 slog rekord”. Sveriges Television. 22 oktober 2001. Arkiverad från originalet den 21 april 2002. https://web.archive.org/web/20020421073658/http://www.svt.se/melodifestivalen2002/nyheter/nyheter_frame_inner.asp?newsid=10. Läst 25 april 2012.
2. ↑  Bolander, Mattias (22 september 2010). ”Bidragsrekord för Melodifestivalen 2011”. Poplight. Arkiverad från originalet den 11 januari 2014. https://web.archive.org/web/20140111171023/http://poplight.zitiz.se/artikel/bidragsrekord-foer-melodifestivalen-2011. Läst 25 april 2012.
3. ↑  ”Christer Björkman”. Sveriges Radio. 26 juli 2012. http://sverigesradio.se/sida/avsnitt/41641?programid=2071. Läst 27 oktober 2012.[död länk]
4. ↑  ”Stage Pool 16 juli 2001 - ''SVT direktsänder Melodifestivalturné!''”. Stagepool.se. 16 juli 2001. http://www.stagepool.se/docs/news/news_detail.asp?id=192.
5. ↑  ”Melodifestivalen 2002 Deltävling 1”. https://www.svtplay.se/video/27242525/melodifestivalen-oppet-arkiv/melodifestivalen-avsnitt-2-1?start=auto. Läst 8 mars 2021.[död länk]
6. ↑  ”Melodifestivalen 2002 Deltävling 2”. https://www.svtplay.se/video/27242477/melodifestivalen-oppet-arkiv/melodifestivalen-avsnitt-3-2?start=auto. Läst 8 mars 2021.
7. ↑  ”Melodifestivalen 2002 Deltävling 3”. https://www.svtplay.se/video/27242493/melodifestivalen-oppet-arkiv/melodifestivalen-avsnitt-4-2?start=auto. Läst 8 mars 2021.[död länk]
8. 1 2  ”Melodifestivalen 2002 Deltävling 4”. https://www.svtplay.se/video/27242753/melodifestivalen-oppet-arkiv/melodifestivalen-avsnitt-5-2?start=auto. Läst 8 mars 2021.[död länk]
9. ↑  ”Melodifestivalen 2002”. Sveriges Television. Arkiverad från originalet den 12 mars 2013. https://web.archive.org/web/20130312042034/http://www.svt.se/melodifestivalen/ommelodifestivalen/melodifestivalen-2002. Läst 27 oktober 2012.
10. ↑  ”Tävlingsregler”. Sveriges Television. juni 2001. Arkiverad från originalet den 14 februari 2016. https://web.archive.org/web/20160214130128/http://www.svt.se/melodifestivalen/article59478.svt/BINARY/Melodifestivalen_2002_tavlingsregler.pdf. Läst 7 maj 2012.
11. ↑  ”Tv-tittarna får stort inflytande i Melodifestivalen 2002”. Sveriges Television. 22 oktober 2001. Arkiverad från originalet den 21 april 2002. https://web.archive.org/web/20020421073658/http://www.svt.se/melodifestivalen2002/nyheter/nyheter_frame_inner.asp?newsid=9. Läst 25 april 2012.
12. ↑  ”Här är årets bidrag”. Sveriges Television. 31 oktober 2001. Arkiverad från originalet den 21 april 2002. https://web.archive.org/web/20020421073658/http://www.svt.se/melodifestivalen2002/nyheter/nyheter_frame_inner.asp?newsid=5. Läst 25 april 2012.
13. ↑  ”Startfältet”. Sveriges Television. 9 november 2001. Arkiverad från originalet den 21 april 2002. https://web.archive.org/web/20020421073658/http://www.svt.se/melodifestivalen2002/nyheter/nyheter_frame_inner.asp?newsid=4. Läst 25 april 2012.
14. ↑  ”Ett bidrag diskat”. Sveriges Television. 5 december 2001. Arkiverad från originalet den 21 april 2002. https://web.archive.org/web/20020421073658/http://www.svt.se/melodifestivalen2002/nyheter/nyheter_frame_inner.asp?newsid=3. Läst 25 april 2012.
15. ↑  ”Här är årets artister”. Sveriges Television. 10 december 2001. Arkiverad från originalet den 21 april 2002. https://web.archive.org/web/20020421073658/http://www.svt.se/melodifestivalen2002/nyheter/nyheter_frame_inner.asp?newsid=2. Läst 25 april 2012.
16. ↑  ”Årets programledare”. Sveriges Television. 10 december 2001. Arkiverad från originalet den 21 april 2002. https://web.archive.org/web/20020421073658/http://www.svt.se/melodifestivalen2002/nyheter/nyheter_frame_inner.asp?newsid=1. Läst 25 april 2012.
17. ↑  Melodifestivalen 2020 deltävling 4, 1h19m, Sveriges Television, 22 februari 2020.
18. ↑  Maria Karlsson. ”Nanne Grönvall - schlagerfakta”. Nanne.se. http://www.nanne.se/schlagerfakta.html.
19. 1 2 3 4 5 6  Mediamätning i Skandinavien
20. 1 2  ”Rekord i antalet röster”. Sveriges Television. 19 januari 2002. Arkiverad från originalet den 21 april 2002. https://web.archive.org/web/20020421073658/http://www.svt.se/melodifestivalen2002/nyheter/nyheter_frame_inner.asp?newsid=21. Läst 25 april 2012.
21. 1 2  ”2,6 miljoner till Världens Barn”. Sveriges Television. 26 januari 2002. Arkiverad från originalet den 21 april 2002. https://web.archive.org/web/20020421073658/http://www.svt.se/melodifestivalen2002/nyheter/nyheter_frame_inner.asp?newsid=39. Läst 25 april 2012.
22. 1 2  ”Två miljoner till Världens barn”. Sveriges Television. 2 februari 2002. Arkiverad från originalet den 21 april 2002. https://web.archive.org/web/20020421073658/http://www.svt.se/melodifestivalen2002/nyheter/nyheter_frame_inner.asp?newsid=49. Läst 25 april 2012.
23. 1 2  ”Över tio miljoner till Radiohjälpen”. Sveriges Television. 8 februari 2002. Arkiverad från originalet den 21 april 2002. https://web.archive.org/web/20020421073658/http://www.svt.se/melodifestivalen2002/nyheter/nyheter_frame_inner.asp?newsid=63. Läst 25 april 2012.
24. 1 2  ”Melodifestivalen 2002 Vinnarnas val”. https://www.svtplay.se/video/27242277/melodifestivalen-oppet-arkiv/melodifestivalen-avsnitt-6-1?start=auto. Läst 8 mars 2021.[död länk]
25. ↑  [Barbados och Jan Johansen till final ”Barbados och Jan Johansen till final”]. Sveriges Television. 22 februari 2002. Barbados och Jan Johansen till final. Läst 25 april 2012.
26. 1 2  ”Svenskt rekord i röstning”. Sveriges Television. 1 mars 2002. Arkiverad från originalet den 21 april 2002. https://web.archive.org/web/20020421073658/http://www.svt.se/melodifestivalen2002/nyheter/nyheter_frame_inner.asp?newsid=78. Läst 25 april 2012.